# Gypsara
Gypsara là một chi bướm đêm thuộc họ Geometridae.